# Ariedo Braida
Ariedo Braida (Precenicco, 21 de abril de 1946) es un exfutbolista y actualmente un dirigente futbolístico italiano.
Atacante, jugó en el AC Milan y, una vez retirado, ocupó el puesto de director general de la entidad desde 1986 hasta 2013.
Desde el 27 de enero de 2015 forma parte de la Comisión técnica del Fútbol Club Barcelona como responsable de fútbol internacional.